# اما کارول

اما کارول

اما کارول (به انگلیسی: Emma Vironia Lanman Carroll) (۱۸ مه ۱۸۹۵ – ۱۰ ژوئیه ۲۰۰۷) در سن ۱۱۲ سالگی به عنوان پیرترین فرد ایالت آیووا درگذشت. او رکورد هازل بلکا که ۱۱۱ سال عمر کرد را شکست.
وی در ۱۹ تیر ۱۳۸۶ پس از   ۱۱۲ سال و ۵۳ روز زندگی درگذشت.